# Trigoniulus insculptus
Trigoniulus insculptus är en mångfotingart som beskrevs av Karl Wilhelm Verhoeff 1924. Trigoniulus insculptus ingår i släktet Trigoniulus och familjen Trigoniulidae. Utöver nominatformen finns också underarten T. i. blackalensis.